# Picador

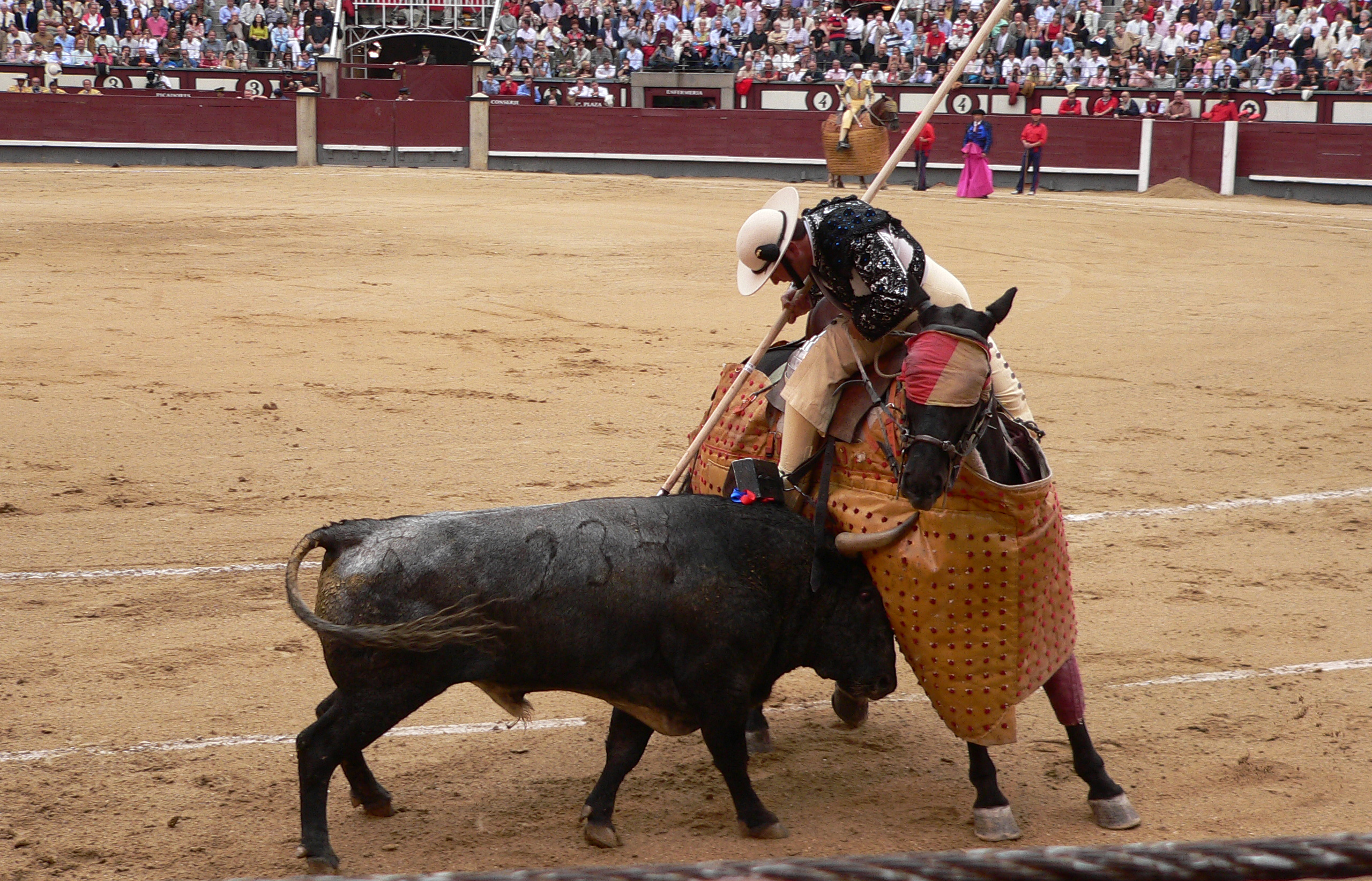
Imagem de um picador em uma tourada.

O picador (pronúncia espanhola: [pikaˈðor], pl. picadores) é, nas touradas, o encarregado de preparar o touro para a muleta, armado com uma lança de cerca de 2,60 metros de comprimento, a puya. Assume a responsabilidade das touradas a cavalo em touradas a pé. Os picadores se vestem com um tecido de cor dourada como o toureiro, porque na antiga tourada desempenhou um papel de liderança.
Nos séculos XVI e XVII, o picador, ou seu ancestral, o varilarguero, era o principal herói das touradas, e os mais esperados toureiros, sendo os toureiros a pé os seus ajudantes. Foi somente na segunda metade do século XVIII que ele começou a perder sua supremacia, especialmente sob a influência de Joaquín Rodríguez Costillares, para se tornar em meados do século XIX um subalterno do matador.
Os sucessos de Costillares, considerados como um dos pais das touradas modernas, provocaram uma mudança radical na arte dos toureiros: até ele, o personagem principal ainda é o do picador; e depois, o importante são os jogos, e o assassinato é apenas o final do show. Após ele, o picador começa a perder sua aura, os jogos são apenas um "interlúdio", o assassinato se torna a finalização do espetáculo.